# Bonifatius von Lausanne
Bonifatius (* 1181/82 in Brüssel; † 19. Februar 1261 im Kloster La-Chambre-Sainte-Marie bei Brüssel) war von 1231 bis 1239 Bischof von Lausanne und ist ein katholischer Heiliger.

## Leben
Bonifatius stammte aus Brüssel. Er studierte ab 1199 in Paris, wo er später auch Artes Liberales und Theologie lehrte. Von 1229 bis 1231 war er Domscholaster in Köln. Nachdem sich das Domkapitel von Lausanne im Laufe von zwei Jahren nicht auf einen Kandidaten einigen konnte, ernannte Papst Gregor IX. Bonifatius 1231 zum Bischof von Lausanne. Bereits zu Beginn seiner Amtszeit geriet er mehrfach in Konflikte mit dem Domkapitel und den Bürgern der Stadt. Er förderte 1234 die Niederlassung der Dominikaner in Lausanne.
Bonifatius nahm – ebenfalls am Beginn seiner Amtszeit – an der Reichsversammlung in Worms im Frühjahr 1231 teil, auf der unter anderem das sogenannte Statutum in favorem principum erlassen wurde. Der Politik Kaiser Friedrichs II. stand er feindlich gegenüber. Als sich Bern und Murten gegen ihn verbündeten, musste er 1238 nach Rom fliehen. 1239 verzichtete er auf sein Bistum und zog sich in seine Heimat ins Zisterzienserkloster La-Chambre-Sainte-Marie bei Brüssel zurück, wo er nach seinem Tode 1261 bestattet wurde.
Bonifatius wurde 1603 selig und 1702 heiliggesprochen. Sein Festtag ist der 19. Februar.